# Agrotis kerri
Agrotis kerri is een uitgestorven vlinder uit de familie van de uilen (Noctuidae). De wetenschappelijke naam van de soort is voor het eerst geldig gepubliceerd in 1920 door Swezey. De soort was endemisch op de French Frigate Shoals atol in het noordwesten van de Hawaïaanse eilanden.

## Kenmerken
Agrotis kerri bereikte een spanwijdte van 38 tot 42 millimeter. De kop en het borststuk waren grijs, waarbij de patagia (gepaarde structuur op het pronotum die de basis van de voorvleugels bedekt) een wat bruinige tint hadden. De palpi waren donker gespikkeld aan de buitenkant. De antennes waren grijs, de poten lichtgrijs. De tibiae en de tarsi waren verdonkerd. Het achterlijf was lichtgrijs en had een wat gelige anale pluk. De voorvleugels hadden een okerbruine tot grijsbruine grondkleur. De achtervleugels van het mannetje waren lichtgrijs, de vleugeladers waren een beetje grijsbruin. De achtervleugels van het vrouwtje waren licht grijsbruin en iets lichter naar de basis toe.

## Geografische verspreiding, habitat en levenswijze
Agrotis kerri is uitsluitend gevonden op de French Frigate Shoals, een atol in het noordwesten van de Hawaïaanse eilanden (Verenigde Staten). Het atol heeft een subtropisch klimaat. In oktober 1914 werden een vrouwtje en een mannetje grootgebracht uit twee rupsen die ontdekt waren op de waardplant Boerhaavia tetrandra op het atol. De rupsen werden gevoed met bladeren van zomerpostelein (Portulaca oleracea) en bereikten het popstadium op respectievelijk 5 januari en 14 januari 1915. Op respectievelijk 20 januari en 8 februari 1915 kwamen de volwassen motten uit. Verdere gegevens over de levenswijze zijn niet bekend.

## Uitsterven
De soort werd voor het laatst waargenomen in juni 1923, toen nog dertien exemplaren en twee rupsen werden verzameld tijdens de Tanager Expeditie. In 1986 werd Agrotis kerri opgenomen in de Rode Lijst van de IUCN en in 1989 in de lijst van uitgestorven insecten van de United States Fish and Wildlife Service. De redenen voor het uitsterven zijn niet bekend.